# Aura (keresztnév)
Az Aura a latin eredetű Aurea rövidülése, de önmagában azt is jelenti: fuvallat, szellő.

## Rokon nevek
- Aurea

## Gyakorisága
Az újszülötteknek adott nevek körében az 1990-es években szórványosan fordult elő. A 2000-es és a 2010-es években sem szerepelt a 100 leggyakrabban adott női név között.
A teljes népességre vonatkozóan az Aura sem a 2000-es, sem a 2010-es években nem szerepelt a 100 leggyakrabban viselt női név között.

## Névnapok
- július 19.[2]
- december 2.